# Тасыбаев, Манас Мухитович
Манас Мухитович Тасыбаев (13 марта 1962 года) — казахстанский политический деятель. Кандидат технических наук.

## Биография
Манас Мухитович Тасыбаев родился 13 марта 1962 года в г. Алга, Алгинский район Актюбинской области.
В 1985 году окончил Алматинский институт инженеров железнодорожного транспорта по специальности «Инженер-строитель».
1987—1988. Бригадир треста «Актобетрансстрой».
1988—1991. Инспектор комитета народного контроля г. Актобе.
1991. Инструктор партийной комиссии по организации и кадровой работе Актюбинского городского комитета партии.
1991—1992. Ведущий специалист управления по труду и обеспечения населения.
1992—1993. Помощник Акима города Актобе.
1993—1994. Советник Акима города Актобе.
1994—1996. Заместитель заведующего отдела организации аппарата Администрации города.
1996—1999. Руководитель Аппарата администрации г. Актобе.
1999. Заместитель Акима — руководитель Аппарата администрации г. Актобе.
1999—2002. Первый заместитель Акима г. Актобе.
2002—2006. Аким города Атырау.
2006—2008. Заместитель Акима Атырауской области.
2009—2010. Управляющий директор АО «КазТрансГаз Аймақ» по западному региону.
01.2010-08.2016. Директор Актюбинского производственного филиала АО «КазТрансГаз Аймақ».
С 4 августа 2016 года - декабрь 2020г. генеральный директор — председатель Правления АО «КазТрансГаз Аймақ».